# Chopard Holding

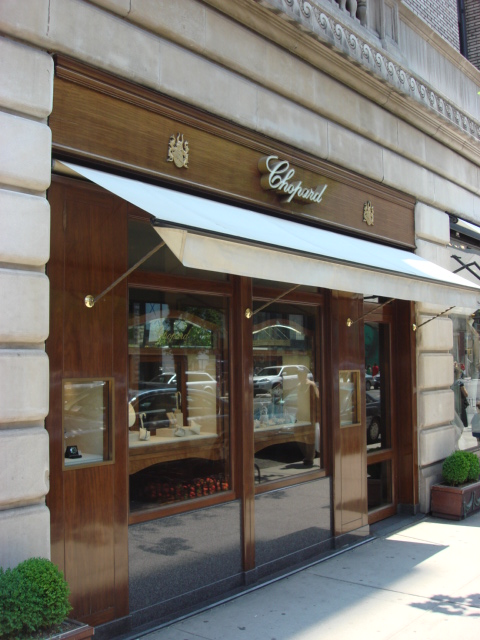
Eine Chopard-Filiale in New York

Die Chopard Holding SA ist eine Schweizer Uhren- und Schmuckmanufaktur mit Sitz in Genf. Das Unternehmen wurde im Jahre 1860 von Louis-Ulysse Chopard in Sonvilier im Schweizer Jura gegründet.

## Geschichte
Nach einer wechselvollen Geschichte befindet sich das Traditionsunternehmen seit 1963 im Eigentum der deutschen Familie Scheufele. Damals erwarb Karl Scheufele, ein Juwelier und Uhrenhersteller aus Pforzheim, die Firma namens Le Petit-fils de L.-U. Chopard et Cie, Fabrique des Montres L.U.C. vom 80-jährigen Paul André Chopard. Heute gehört das Familienunternehmen mit Ablegern in Europa, Asien und Nordamerika zu den erfolgreichsten Schmuck- und Uhrenproduzenten der Welt. Chopard steht für hochwertige Schmuckkollektionen und aussergewöhnliche Uhren, wobei viel Wert auf Handarbeit und eine möglichst hohe Fertigungstiefe gelegt wird.
Die unter dem Konzerndach der Chopard Holding SA geführte Unternehmensgruppe beschäftigt rund 2000 Mitarbeiter und erwirtschaftete 2007 einen Umsatz von 800 Millionen Schweizer Franken.
Die Uhren werden bei Chopard in der Schweiz hergestellt, während der Chopard-Schmuck primär im Stammhaus Karl Scheufele GmbH & Co. KG und der Kettenfirma „Kienhöfer & Scheufele“ in Birkenfeld produziert wird. Im Februar 2021 hat die Karl Scheufele GmbH & Co. KG den Austritt aus der Tarifgemeinschaft des Bundesverband Schmuck, Uhren, Silberwaren und verwandte Industrien angekündigt. Die IG Metall hat daraufhin erklärt dagegen Widerstand zu organisieren.

## Chopard als Uhrenmanufaktur

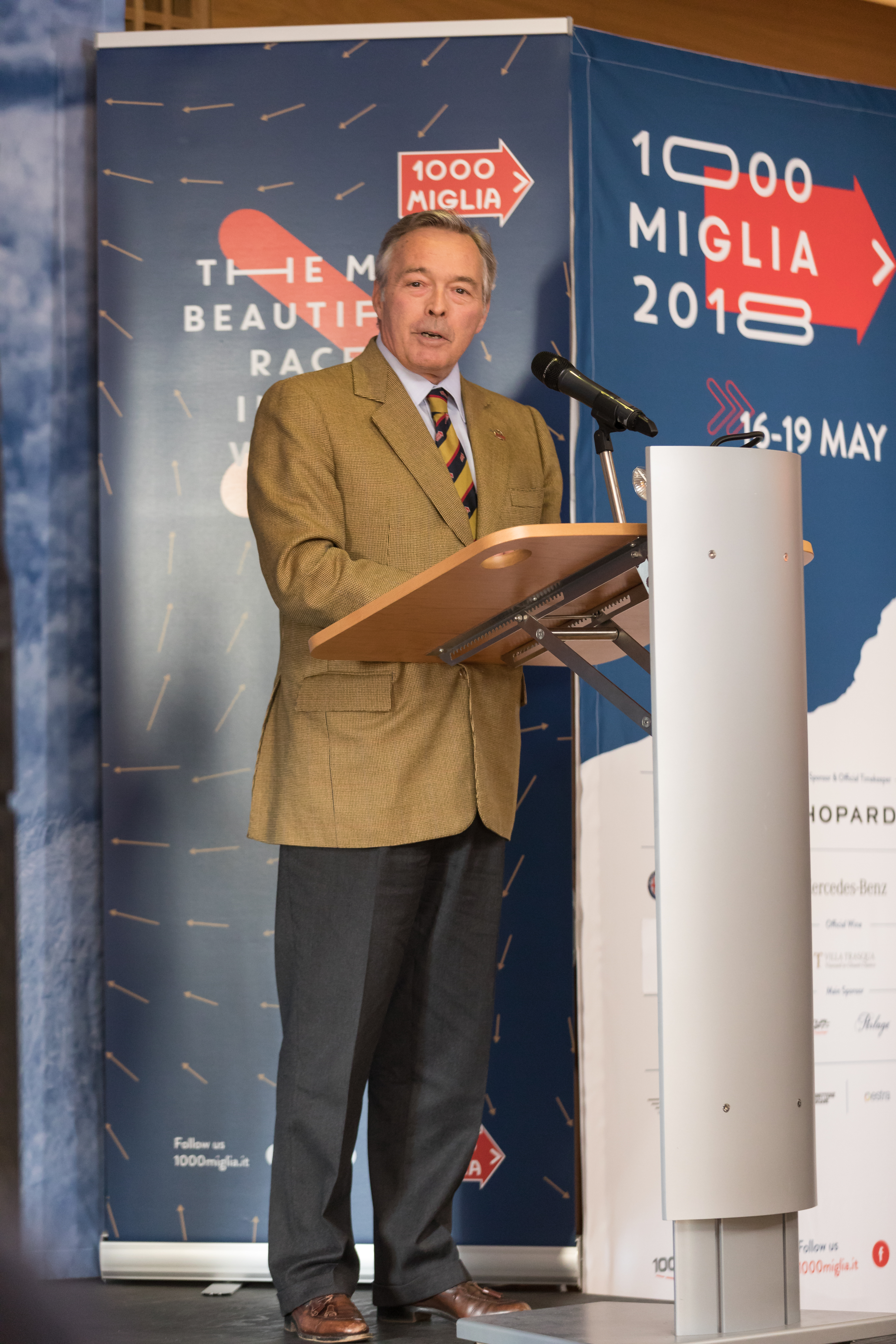
Geschäftsführer Karl-Friedrich Scheufele

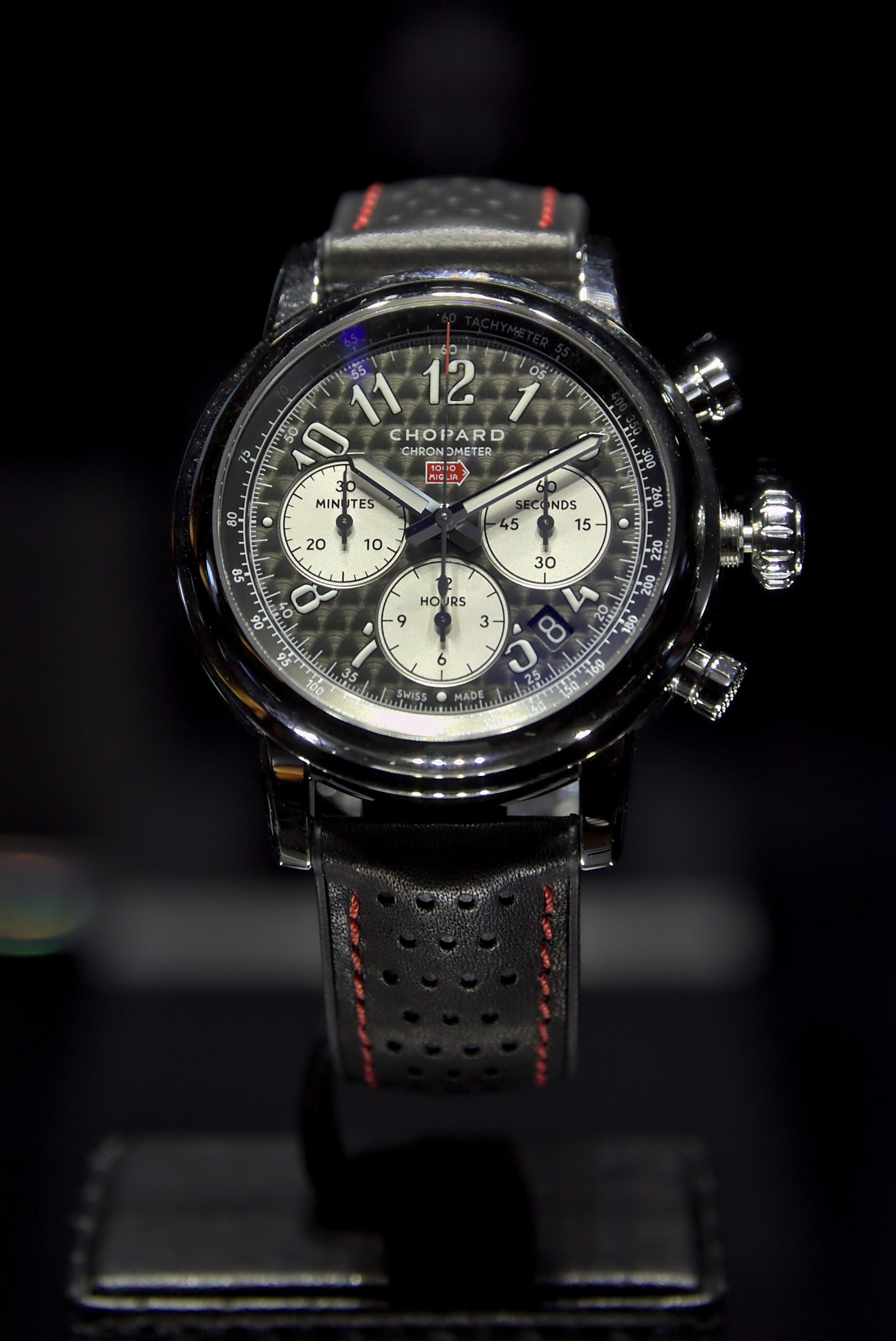
Chopard Mille Miglia 2018

Die Initialen L.U.C stehen für Louis-Ulysse Chopard. Seit 1996 verfügt Chopard über seine eigene Uhrenmanufaktur in Fleurier, wo die L.U.C.-Uhren entwickelt und hergestellt werden. Nach eigenen Angaben überlegte die Familie Scheufele schon Anfang der 1990er-Jahre, eine eigene Fabrikationsstätte für klassische Produkte aufzubauen, um sich damit in der «Haute Horlogerie» echte Legitimität zu verschaffen. Seit 2007 beschäftigt die Manufaktur 108 Mitarbeiter in 15 unterschiedlichen Berufssparten. Die 3000 jährlich produzierten L.U.C-Werke, die in der Manufaktur entwickelt und gefertigt werden, tragen alle das COSC-Zertifikat (Chronometerzertifikat). COSC steht für Contrôle officiel suisse des chronomètres, ein unabhängiger und gemeinnütziger Verein, der vom Schweizer Staat weder kontrolliert noch finanziell unterstützt wird.